# Газзан
Газзан (от ивр. חזן‎, хаззан — «кантор») — караимский священнослужитель, совершающий богослужение в кенассе.
Кенасса для караимов имеет значение Малого храма, или מקדש מעט‎ (микдаш маат). В ней караимы соблюдают законы ритуальной нечистоты. Газзан при кенасса занимает место когена-первосвященника при иерусалимском Храме. В отличие от караимской кенассы, раввинистическая синагога носит характер клуба, в котором нет ограничения нечистоты.
Для должности газзана у караимов нет отдельного духовного сословия. Богослужение может совершать всякий, кто обладает хорошим знанием библейского иврита (языка молитв, לשון קודש‎, лешон кодеш — «священный язык»), опытен в молитвенном ритуале и известен своей доброй нравственностью, независимо от того, будет ли он официально утверждён в звании газзана или нет (митпаллель, מתפלל‎). Тем не менее, у караимов существовала должность профессиональных газзанов, которые ещё в начале XX века обучались в Александровском караимском духовном училище.
В книге Давида Кокизова «Чемах Давид» автор описывает древний обычай молиться в кенассе только двум газзанам, которые получали за это жалование (вместо когена), в то время как остальные члены караимской общины молились во дворе кенассы. Им предписывалось молиться шёпотом, не поднимая голоса. Автор ссылается при этом на книгу Дивре гайЯмим (Хроник) 2: 23:6 «И (никто) пусть не входит в дом Г-сподень, кроме священников и служащих из левитов; они пусть входят, так как освящены они; весь же народ пусть стоит на страже Г-сподней.». И ещё, чуть выше, он цитирует книгу Леви гал-Леви, который обязывает каждую общину назначать не менее двух постоянных газзанов (возможно, и более). В случае, если один окажется нечистым или заболеет, его должен заменять второй. Первый газзан назывался «Старший газзан» (Уллу газзан), второй считался Младшим газзаном. Этим двум газзанам запрещено зарабатывать на стороне, но получать только лишь жалование от общины, с тем, чтобы они могли заниматься исключительно Священной работой.
Священнослужительское облачение отличается своей простотой. Это длинное и широкое покрывало из белой шёлковой или льняной материи с длинными голубыми (техелет תכלת) кистями на четырёх его концах (чиччит צצית) и с довольно широким наличником, на котором вышиты золотом стихи из Священного писания или имя лица, пожертвовавшего данное покрывало. Покрывало называется таллет.

## Известные газзаны

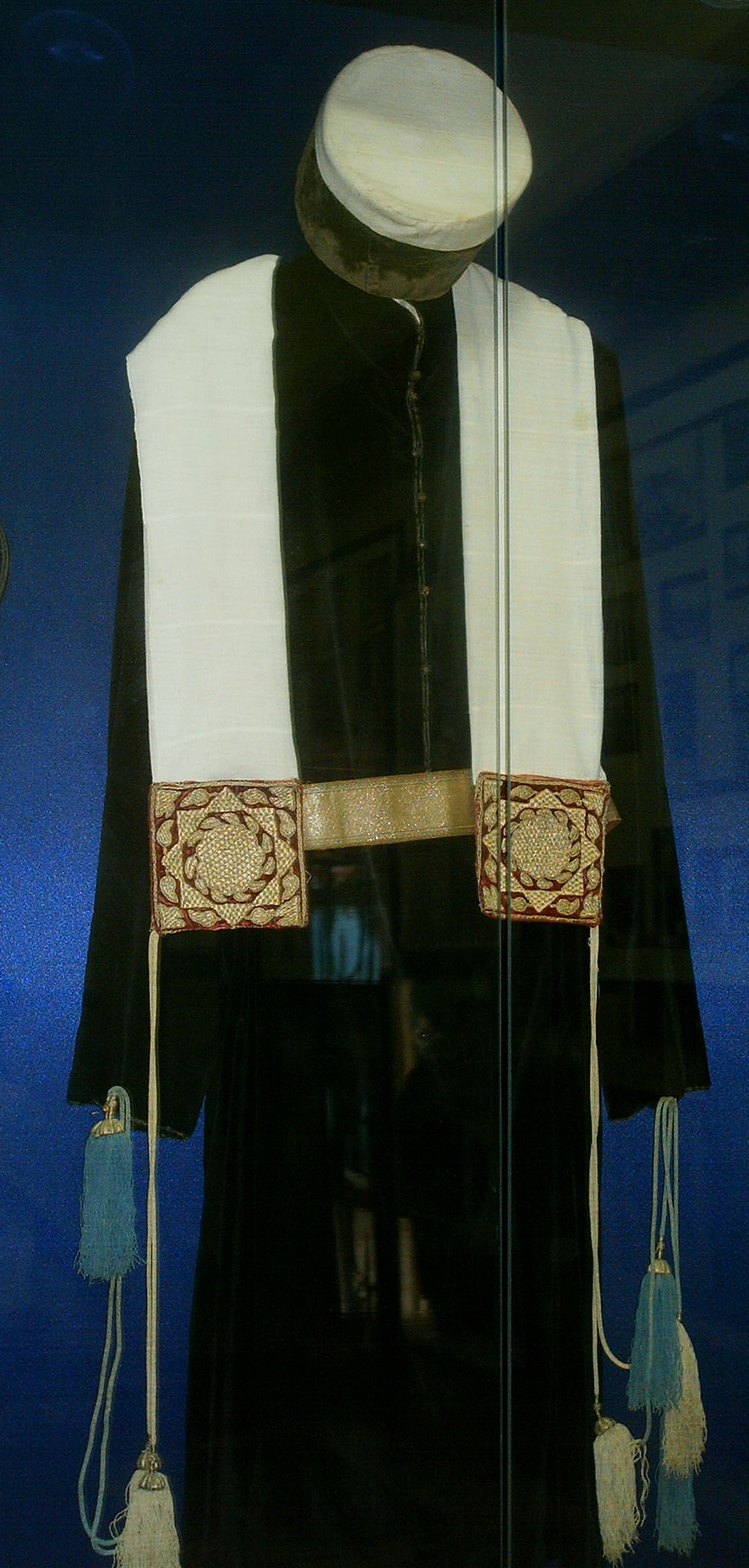
Облачение караимского газзана

- Бейм, Соломон Абрамович
- Ельяшевич, Борис Саадьевич
- Леви-Бабович, Товия Симович
- Катык, Арон Ильич
- Фиркович, Авраам Самуилович